# Ludwig Ermold
Ludwig Jean Valentin Ermold (* 2. Juni 1883 in Offenbach am Main; † 15. Dezember 1949 ebenda) war ein deutscher Kammersänger.

## Leben und Wirken
Er war der Sohn von Philipp Ermold und dessen Ehefrau Sophie geborene Reich. Nach einer Gesangsausbildung trat er als Bassbuffo ab 1909 in Zürich, am Königlichen Opernhaus in Dresden, in Den Haag, Amsterdam, Riga und an anderen Orten auf. In Dresden war er zum sächsischen Kammersänger ernannt worden.
Unmittelbar nach Kriegsende war er am 14. Juli 1945 Mitwirkender beim Operettenabend im Interimstheater der Dresdner Bühnen in der Tonhalle in der Glacisstraße.

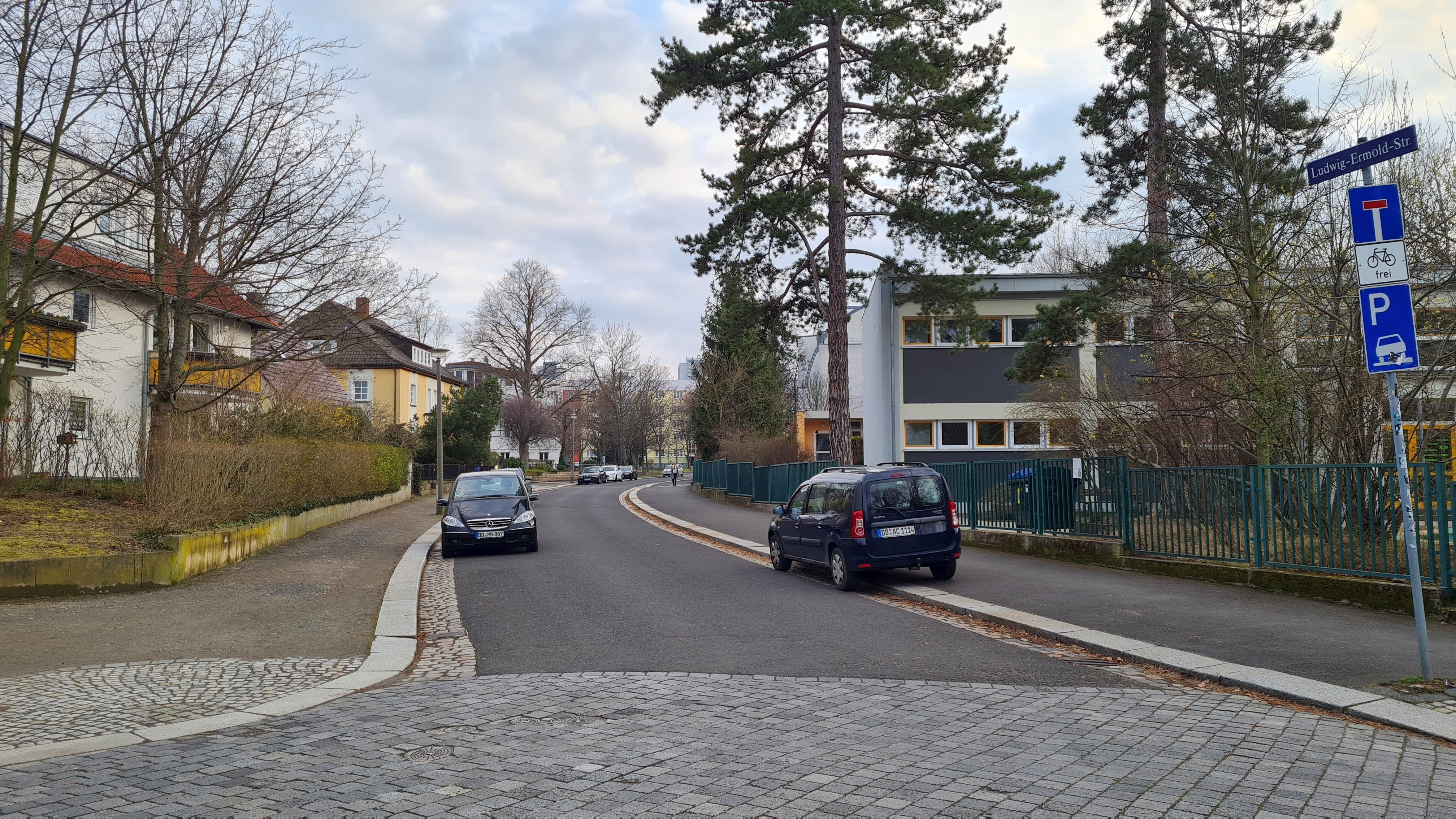
Ludwig-Ermold-Straße in Dresden

Nach ihm benannt ist die Ludwig-Ermold-Straße, die in der Dresdner Südvorstadt vom Beutlerpark als Sackgasse zum Zelleschen Weg führt.